# 長尾賀伊
長尾 賀伊（ながお かい）は日本のフェンシング選手。種目はエペ
。静岡県伊東市出身。
小学1年時から地元のフェンシング教室に入り、ジュニア・カデ選手権（U17）日本代表にも選出された
。
産業能率大学 通信教育課程 卒業